# Shunsuke Matsumoto
Pour les articles homonymes, voir Matsumoto.
Shunsuke Matsumoto (松本 竣介, Matsumoto Shunsuke) est un peintre japonais du XXe siècle, né le 19 avril 1912 à Tokyo et mort le 8 juin 1948 dans la même ville.

## Biographie
Matsumoto Shunsuke est un peintre de compositions animées et dessinateur. Devenu sourd très jeune, il décide de se vouer à la peinture sans que sa surdité en soit la seule raison. Il fait partie des milieux artistiques d'avant-garde des années 1930, participant à la cinquième exposition du groupe Nova dont il devient membre. En 1935, il commence à exposer avec Nika, le plus important des groupes progressistes, jusqu'à sa dissolution pendant la guerre mondiale.

## Ses engagements

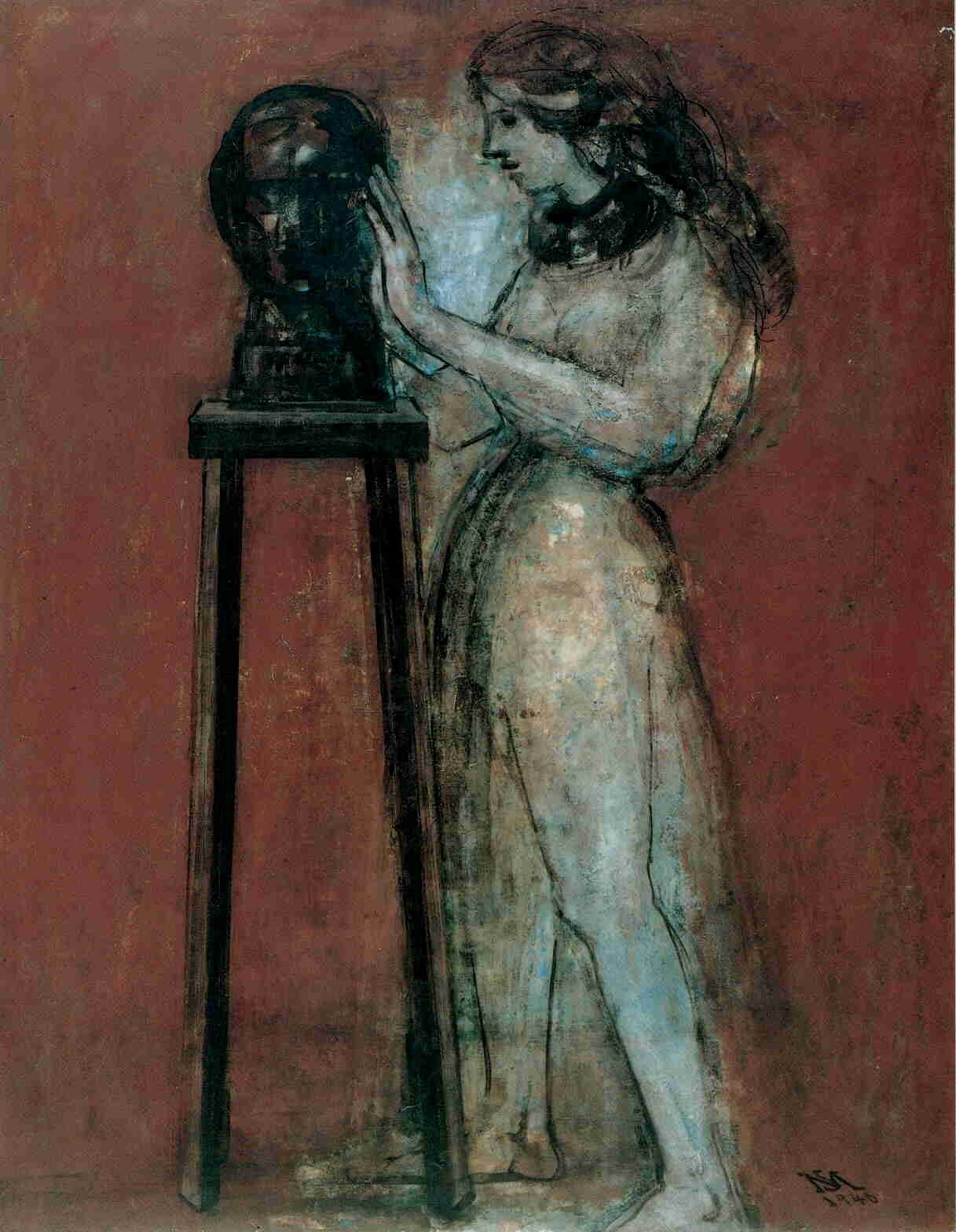
Femme avec sculpture

Il s'engage dans une action militante antimilitariste, publiant dans cet esprit, en 1936 la revue Zakkicho, en 1941 Peintres vivants sur le thème « Art et défense nationale », en 1943 organisant l'exposition Shinjin-Gakai (Peinture de la nouvelle génération), en 1946 imprimant lui-même un Appel à tous les artistes du Japon, où il projette la création d'un collectif égalitariste destiné à l'organisation d'expositions et à la publication de revues. Sa peinture, ses dessins, en accord avec son intense activité de polémiste, sont inspirés par la vie urbaine d'un Japon alors encore assez pauvre et surtout obsédé par l'imminence puis la réalité de la guerre et la prééminence militariste.